# Blåelse
Blåelse var i äldre tid ett färgämne som användes för att avfärga och täcka över den gula färgtonen i textilier, papper, socker med mera. Blåelsen bestod av ett blått färgämne, ofta ultramarin, som genom att blandas med den gula färgen och därmed få föremålen att upplevas vita. I vissa fall kunde de också få en gråaktig nyans. Blåelse såldes vanligen i form av små fasta kulor, blåkulor.